# Vindel
Vindel egy község Spanyolországban, Cuenca tartományban. Vindel Alcantud, Castilforte, Peralveche és El Recuenco községekkel határos. Lakosainak száma 16 fő (2024).

## Népesség
A település népessége az utóbbi években az alábbiak szerint változott:
| Lakosok száma | 18   | 24   | 22   | 19   | 18   | 11   | 11   | 11   | 11   | 16   |
|               | 2001 | 2004 | 2006 | 2009 | 2011 | 2014 | 2016 | 2019 | 2021 | 2024 |